# Allan Crowshaw
Allan Crowshaw (Bloxwich, 12 dicembre 1932) è un ex calciatore inglese, di ruolo centrocampista.

## Carriera
Gioca fino al 1950 a livello dilettantistico con i Bloxwich Wesleyans, club della sua città natale, per poi all'età di 18 anni diventare professionista con il West Bromwich, club della prima divisione inglese. Nelle sue prime quattro stagioni con i  Baggies non viene mai impiegato in partite di campionato: il suo effettivo esordio in questa competizione, infatti, avviene il 6 novembre 1954, nella vittoria per 3-1 sul campo dei londinesi del Charlton; nel prosieguo di questa stagione gioca poi altre 2 partite. Viene impiegato invece con maggiore frequenza nella stagione 1954-1955, nella quale scende in campo in 8 partite di campionato, mettendovi anche a segno 2 reti, peraltro entrambe nella stessa partita, ovvero il successo casalingo per 3-2 del 14 gennaio 1956 sul Preston N.E..
Nell'estate del 1956 viene ceduto al Derby County, con cui prima vince un campionato di terza divisione e poi trascorre una stagione in seconda divisione, per un bilancio totale di 18 presenze e 6 reti in incontri di campionato nell'arco di un biennio. Nell'estate del 1958 i Rams lo cedono ai londinesi del Millwall, partecipanti al neonato campionato di quarta divisione, nel quale Crowshaw gioca per due stagioni consecutive con i Lions per un totale di 10 reti segnate in 49 partite di campionato giocate. Alla fine della stagione 1959-1960 si trasferisce poi ai semiprofessionisti del Sittingbourne.
In carriera ha totalizzato complessivamente 78 presenze e 18 reti nei campionati della Football League.

## Palmarès

### Club

#### Competizioni nazionali
- Third Division North: 1

Derby County: 1956-1957

#### Competizioni regionali
- Thames and Medway Combination: 1

Sittingbourne: 1960-1961